# Achtkantemolenvliet
De Achtkantemolenvliet, of kortweg Molenvliet, is een door het dorp De Meern lopende vliet. Deze is een deel van de omstreeks 1385 gegraven, van zuid naar noord lopende Lange Vliet. Hierdoor werd het water uit de polders ten oosten van de Meerndijk afgevoerd naar de Utrechtse Vecht bij Breukelen. In het centrum van De Meern mondt de Lange Vliet uit in de Leidse Rijn. Via deze Leidse Rijn werd het water in westelijke richting naar de Heldam gevoerd. Vervolgens werd het door de Heicop via Kockengen naar Breukelen geleid.
De naam Lange Vliet heeft zijn oorsprong in een verandering van de richting van de waterafvoer. Aanvankelijk werd het overtollige water van de polder Heicop via een wetering afgevoerd naar de Hollandse IJssel, die niet ver ten zuiden van deze polder lag. In de 14e eeuw ging deze rivier verzanden en was via deze route geen effectieve waterafvoer meer mogelijk. Uiteindelijk werd daarom vanuit de polder Heicop een wetering naar het noorden gegraven. Vanwege het verschil in lengte kreeg de oude route de naam Korte Vliet en de nieuwe de naam Lange Vliet.
De naam Achtkantemolenvliet wordt gebruikt als tweede naam voor het noordelijke deel van de Lange Vliet. Deze naam verwijst naar de Rosweidse of Achtkante Molen, die tot het einde van de 19e eeuw aan deze vliet stond. Op dezelfde plaats bevindt zich thans een elektrisch gemaal met de naam De Dompelaar. Sinds het gereedkomen van het Amsterdam-Rijnkanaal wordt het polderwater via de Leidse Rijn in oostelijke richting naar dit kanaal geleid.    
Tot 1 januari 1954 was de westelijke oever van de Achtkantemolenvliet de grens tussen de gemeenten Oudenrijn en Veldhuizen; de vliet zelf lag in Oudenrijn. Op 1 januari 1954 werden deze gemeenten opgeheven en ging heel De Meern deel uitmaken van de gemeente Vleuten-De Meern. Op 1 januari 2001 werd deze gemeente, en daarmee ook De Meern, geannexeerd door de gemeente Utrecht.
Centrum: Drift · Kromme Nieuwegracht · Nieuwegracht · Oudegracht · Plompetorengracht · Stadsbuitengracht

Overig: Achtkantemolenvliet · Alendorperwetering · Amsterdam-Rijnkanaal · Biltsche Grift · Blekersgracht · Bijleveld · Haarrijn · Heicop · Heren- of Moesgracht · Jutfase Wetering . Keulse Vaart · Koekoeksvaart · Kromme Rijn · Kruisvaart/Bloemgracht · Lange Vliet · Leidse Rijn · Liesveldse Wetering · Maria- of Kruisvaartdwarsgracht · Merwedekanaal · Middelwetering (Heicop) · Middelwetering (Vleuterweide) . Minstroom · Noorderstroom · Oosterstroom · Otterstroom · Oude Rijn · Oude Wetering . Reijerscopse Wetering . Rijn . Uraniumkanaal · Vaartsche Rijn · Vecht · Vikingrijn · Vleutense Wetering · Westerstroom · IJlandsche Wetering · IJsselwetering . Zwarte Water